# Grinner-Knoten
Der Grinner-Knoten ist ein Anglerknoten mit vielseitiger Anwendung.

## Namen und Geschichte
Im englischen Sprachraum ist der Grinner-Knoten unter den Namen Uni Knot oder Duncan Loop – nach seinem Erfinder Norman Duncan – bekannt. Populär wurde der Grinner-Knoten nach einer Veröffentlichung im Miami Herald in den 1960er Jahren.

## Anwendung
Mit einem Grinner-Knoten kann man die Angelschnur an Angelhaken, Ringen oder Ösen befestigen, man kann auch die Angelschnur an der Rolle befestigen. Mit zwei Grinner-Knoten lassen sich zwei Angelschnüre verbinden. Mit einem Grinner-Knoten lässt sich die Verbindung Backing oder Vorfach an eine Fliegenschnur herstellen.

## Besonderheiten
Wird der Grinner-Knoten mit noch nicht ganz zugezogener Schlaufe an Wobbler, Fliegen oder andere Kunstköder gebunden, können diese Köder hin- und herwedeln und wirken dadurch lebendiger als bei fester Montage. Die Schlaufe zieht sich unter starker Belastung zu. Dies kann bei geflochtenen Schnüren von Vorteil sein (Pufferwirkung bei plötzlichem hartem Ruck).

## Alternativen
Andere Anglerknoten, zum Beispiel Clinch-Knoten, Bimini-Twist-Knoten.